# Ariane (księżniczka holenderska)
Ariane, księżniczka Niderlandów, właśc. nid. Ariane Wilhelmina Máxima Ines (ur. 10 kwietnia 2007) - młodsza córka króla holenderskiego Wilhelma Aleksandra i jego żony królowej Maksymy. 
Oficjalny tytuł Jej Królewska Wysokość Ariane Wilhelmina Máxima Ines, księżniczka Niderlandów, księżniczka van Oranje-Nassau.
Urodziła się w szpitalu Bronovo, w Hadze, o godzinie 22:00 (czasu lokalnego), jako córka ówczesnego następcy tronu. Po urodzeniu ważyła 4,135 kilogramów i mierzyła 52 centymetry. Jej wszystkie imiona brzmią: Ariane Wilhelmina Máxima Ines. Imiona te zostały ogłoszone przez jej ojca 20 kwietnia 2007. Pochodzenie imienia Ariane do dzisiejszego dnia jest tematem spekulacji – możliwe, że pochodzi z łacińskiego Hadrian lub greckiego Ariadna. Podobnie jak jej w przypadku jej dwóch starszych sióstr - Amalii Katarzyny i Aleksji, jej imię zaczyna się od litery A. Imię Wilhelmina otrzymała na cześć swojej praprababci – królowej Wilhelminy. Máxima to imię matki Ariane, a także jej prababci. Ines (pol. Agnieszka) to imię młodszej siostry jej matki - Ines Zorreguiety.
Została ochrzczona 20 października 2007, w Hadze, podobnie jak jej siostry i kuzynki. Wikary Deodaat van der Boon ochrzcił ją wodą z Jordanu, księżniczka ubrana była w szatę w której w 1880 ochrzczono księżniczkę Wilhelminę. Na ceremonię zaproszonych zostało około 850 gości, m.in. zaproszono premiera Holandii - Jana Petera Balkenendego. Rodzicami chrzestnymi Ariane byli: Valeria Delger, Inés Zorreguieta, książę Guillaume Luksemburski, Tijo Baron Collot d’Escury i Anton Friling. Ariane jest obecnie 3. w kolejności do tronu Holandii i 801. w kolejności do tronu Wielkiej Brytanii.

## Odznaczenia
- Medal pamiątkowy: Inhuldigingsmedaille 2013 (2013)[1]

## Eponimia
Na jej cześć nazwano gatunek pędzlaka (grzyba z gromady workowców) Penicillium arianeae Visagie, Houbraken et Samson.